# Karl Stauffer-Bern
Rudolf Karl Stauffer-Bern, född den 2 september 1857 i Emmenthal, död den 24 januari 1891 (genom självmord) i Florens, var en schweizisk konstnär.
Stauffer-Bern studerade vid akademien i München för Raab, Diez och Löfftz, flyttade 1880 till Berlin och slog sig ned i Rom 1888. Han målade porträtt av stark och allvarlig hållning (Gustav Freytag, 1887, Berlins nationalgalleri). Hans raderingar (figurstudier) utmärks av på en gång kraft och skönhet. Från 1886 var han verksam även som skulptör. Hans Familienbriefe und Gedichte utkom 1914. Han behandlades i monografier av Max Lehrs (1908) och Georg Jakob Wolf (1909).
Stauffer-Bern begick självmord genom en överdos kloralhydrat.